# San Jose del Monte
San Jose del Monte est une municipalité de la province de Bulacan, aux Philippines.